# RS-699
Pour les articles homonymes, voir Route 699.

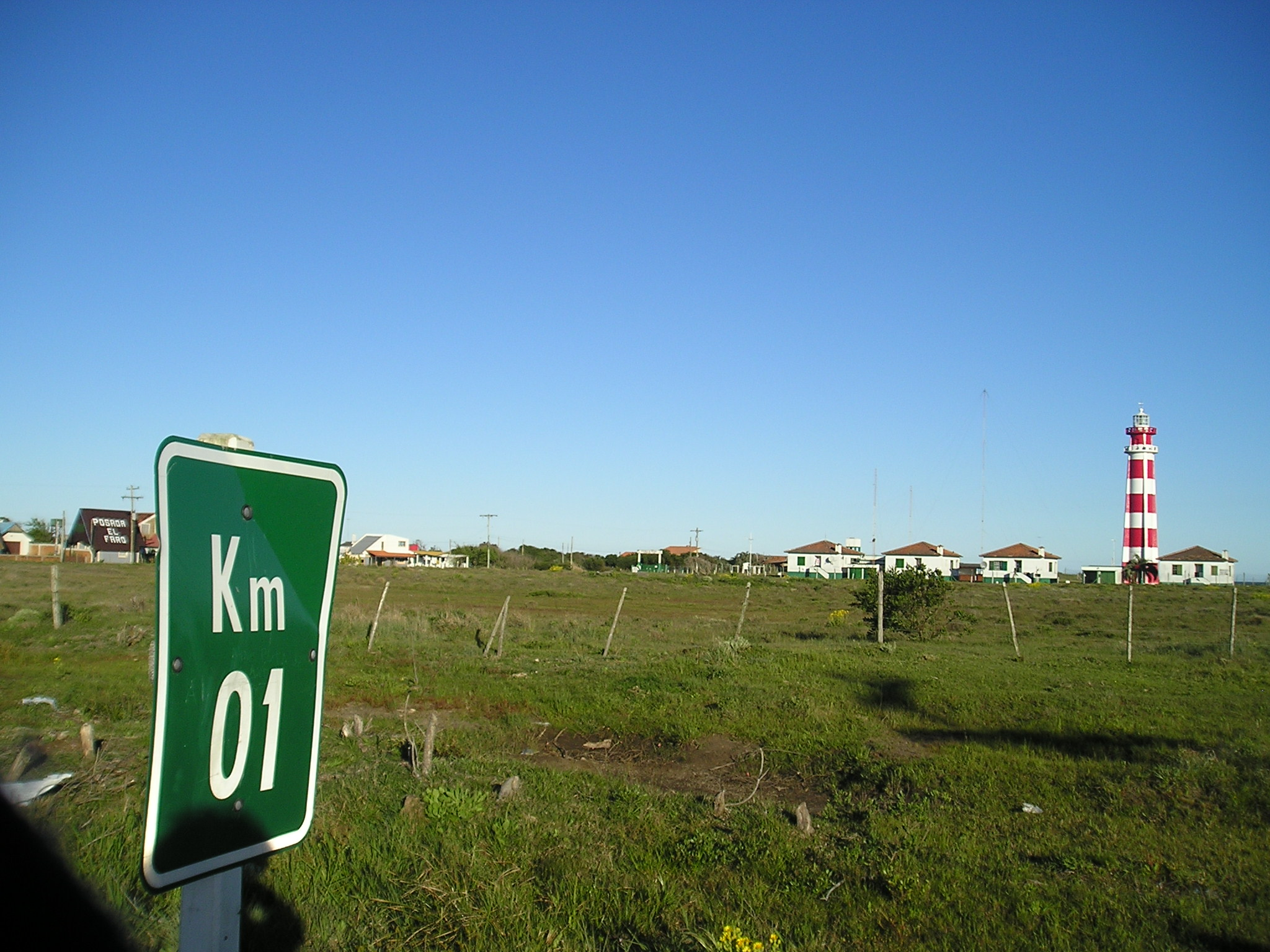
Km 01 de la route, avec le Phare de Chuí sur la droite.

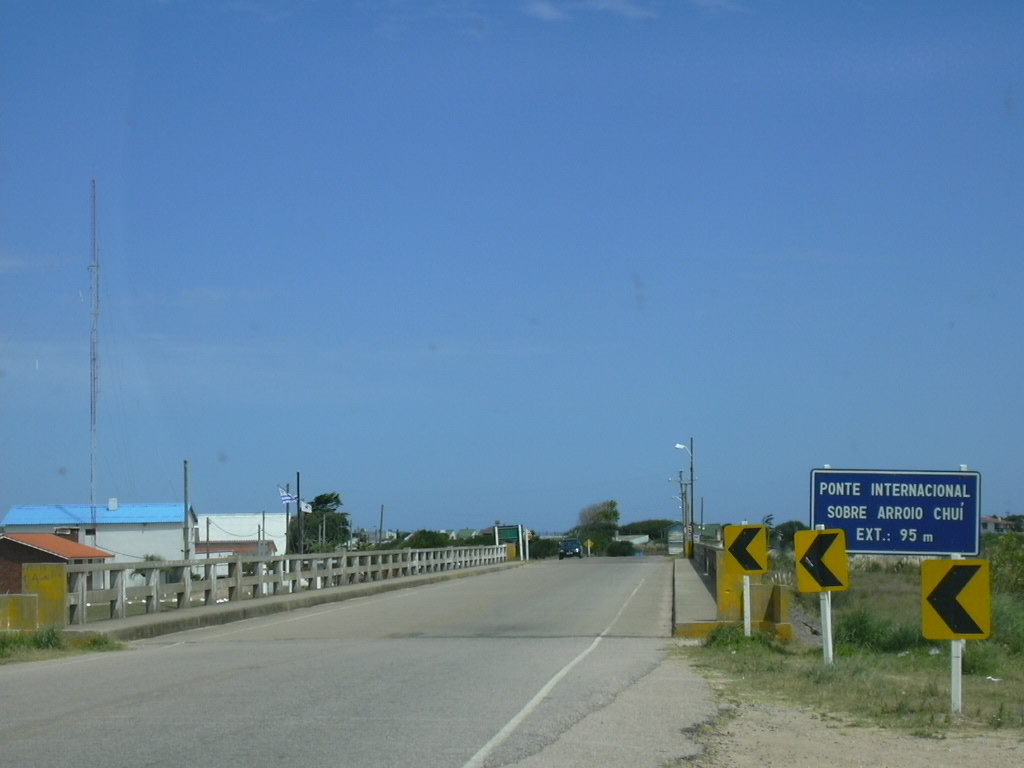
Pont international ; début de la route.

La RS-699 est une route locale de l'État du Rio Grande do Sul qui part de la frontière avec l'Uruguay et de la plage de la Barra do Chuí, dans la municipalité de Santa Vitória do Palmar, et finit à l'embranchement avec la BR-471, dans la commune de Chuí. Elle traverse l'Arroio Chuí sur la fin de son parcours. Elle est longue de 10,390 km.